# 原甚之丞
原 甚之丞（はら じんのじょう、1907年2月3日 - 没年不詳）は、日本の実業家。和泉織物株式会社社長。第8代・原甚之丞。大地主、素封家、近代数寄者。号に大寒、無可有。

## 略歴
1907年、実業家の第7代・原甚之丞とその妻テル（生家の正木家は、保有する国宝小野道風書蹟・国宝藤原行成書蹟や重要文化財等を寄贈し正木美術館を創設した素封家）の長男として生まれ、治と名付けられる。1925年5月3日第7代・原甚之丞が逝去、同年家督を相続、甚之丞を襲名する。1932年に最盛期に入り1933年イギリスを抜いて綿織物輸出世界一を達成し「近代日本をけん引する主要産業」であった繊維産業が、1937年7月の日中戦争勃発を契機に本格的に戦時経済統制を受けていく中、1939年商工省発表の「繊維対策要綱」に基づいた第一次企業整備（第二次近衛内閣）に沿って、全国の綿紡績76社が任意に集まって形成した14ブロックのうちの第1ブロックを共に形成していた東洋紡績との合併の時（全国の紡績業を14ブロックに統合完了した年でもある1941年）まで、原は先代より引き継いだ和泉織物株式会社の経営に携わる。
浜寺町船尾（現・堺市西区）在住。

## 代々の地

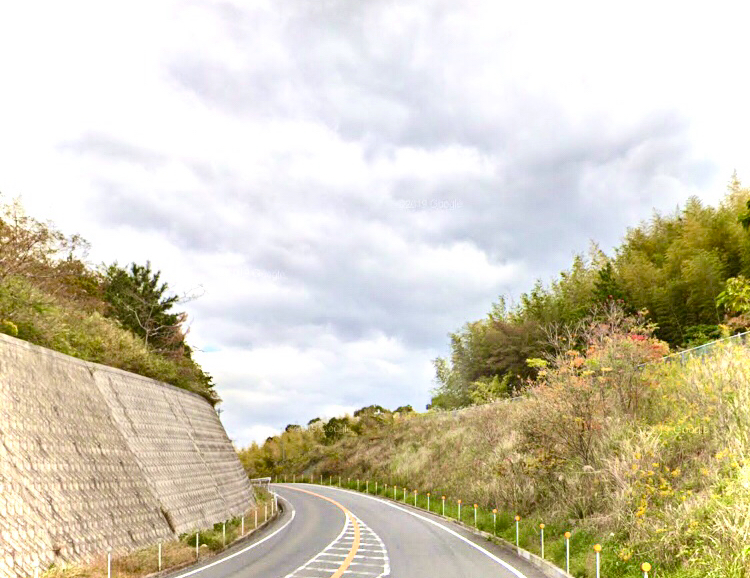
代々所有の山、車道

## 系譜
- 父 - 第7代・原甚之丞[1]（実業家、和泉織物株式会社社長）[10][3]
- 母 - テル（1885年2月生まれ。保有する国宝小野道風書蹟・国宝藤原行成書蹟や重要文化財等を寄贈し正木美術館を創設した素封家の正木家・正木米太郎の二女）[1]
- 妻 - マサ (1910年1月生まれ。西居鴫雲二女)[1]
- 婿養子 - 乙彦（旧姓・矢橋）（1925年1月生まれ。元ユニチカ通商社長。「先祖は嵯峨天皇の第12皇子で光源氏の実在モデルの有力候補とされる源融（みなもとのとおる）にまで遡る矢橋家」・矢橋次郎の三男。由比子の夫）[注釈 2][12][13][14][15][16][注釈 3]
- 二女 - 由比子（1933年10月生まれ）[1]
- 三女 - 博子（1936年9月生まれ、三井財閥当主一族の別家・中井家〈三井グループ主要会社の日本紙パルプ商事創業家〉へ嫁す）[1]
- 孫 - 秀六（滋賀大学名誉教授）[12]
- 孫 - 吉弘[12]
- 曾孫 - 華子[17]
- 曾孫 - 尚子[17]